# 商工中心入口站
商工中心入口站（日语：／ Shoko Center-iriguchi eki */?）是位於廣島縣廣島市西區草津南三丁目9番2號，廣島電鐵的宮島線車站。車站編號為M25。
車站鄰接西日本旅客鐵道（JR西日本）山陽本線新井口站，兩站之間設有跨線橋連接。

## 歷史
在1960年（昭和35年），此站啟用，當時車站名為井口醫院前站（日语：／）。同年，宮島線的車廠由己斐遷移至此地，荒手車廠開始運作。此站在1971年（昭和46年）起有一段時期名為荒手車廠前站（日语：／）。在1979年（昭和54年）起，車站改名為商工中心入口站。
車站在1989年（平成元年）進行工程，當中建設了行人天橋連接於翌年啟用的購物中心Alpark。
- 1960年（昭和35年）9月1日 - 車站啟用，當時車站名稱為井口醫院前站[3]。
- 1971年（昭和46年） - 車站改名為荒手車廠前站[3]。
- 1979年（昭和54年）11月1日 - 車站改名為商工中心入口站[3]。
- 1989年（平成元年）11月30日 - 車站與Alpark之間建設了行人天橋[7]。

## 車站構造
車站是一座地面車站，設有2面2線的相對式月台。路線南邊為廣電宮島口站方向的下行月台，北邊為廣電西廣島站方向的上行月台。當中下行月台設有出口直接前往國道2號（宮島街道）。另外，下行月台部分位置為高地台月台，當時由於在宮島線內設有高地台鐵路車輛行走。
此站設有乘務員進行交班。車站東邊設有荒手車廠，因此此站設有從此站出發的電車班次。另外，車站靠近草津南一方設有渡線和進入荒手車廠的回廠線。在2009年（平成21年）10月時間表修正前，每日設有1班列車以此站為終點站（但是由於該班次為臨時班次，因此沒有在時間表中記載），在舉行宮島煙花大會或於正月三日期間，會有大量臨時班次行走。

## 使用狀況
以下數據取自《廣島市統計書》資料。1日平均乘車人次數據是來自該年度的總乘車人次除以當年的日數，再取至小數點後1位。當話廣島電鐵的數據中是以每1,000人為單位，因此每年都會有500人的誤差。即1日平起有1.4人次的誤差。
| 年度               | 1日平均 乘車人次 | 1年總 乘車人次 | 1年總使用 定期票人次 | 1年總使用 非定期票人次 | 參考資料        |
| ------------------ | ---------------- | -------------- | -------------------- | ---------------------- | --------------- |
| 1998年（平成10年） | 3,506.8          | 1,280,000      | 338,000              | 942,000                | [ 使用狀況 1 ]  |
| 1999年（平成11年） | 3,776.0          | 1,382,000      | 307,000              | 1,075,000              | [ 使用狀況 1 ]  |
| 2000年（平成12年） | 3,717.8          | 1,357,000      | 281,000              | 1,076,000              | [ 使用狀況 1 ]  |
| 2001年（平成13年） | 3,698.6          | 1,350,000      | 279,000              | 1,071,000              | [ 使用狀況 2 ]  |
| 2002年（平成14年） | 3,682.2          | 1,344,000      | 265,000              | 1,079,000              | [ 使用狀況 3 ]  |
| 2003年（平成15年） | 3,669.4          | 1,343,000      | 249,000              | 1,094,000              | [ 使用狀況 4 ]  |
| 2004年（平成16年） | 3,493.2          | 1,275,000      | 247,000              | 1,028,000              | [ 使用狀況 5 ]  |
| 2005年（平成17年） | 3,537.0          | 1,291,000      | 240,000              | 1,051,000              | [ 使用狀況 6 ]  |
| 2006年（平成18年） | 3,537.0          | 1,291,000      | 239,000              | 1,052,000              | [ 使用狀況 7 ]  |
| 2007年（平成19年） | 3,550.9          | 1,300,000      | 247,000              | 1,052,000              | [ 使用狀況 8 ]  |
| 2008年（平成20年） | 3,455.6          | 1,261,000      | 250,000              | 1,011,000              | [ 使用狀況 9 ]  |
| 2009年（平成21年） | 3,397.3          | 1,240,000      | 239,000              | 1,001,000              | [ 使用狀況 10 ] |
| 2010年（平成22年） | 3,512.3          | 1,282,000      | 240,000              | 1,042,000              | [ 使用狀況 11 ] |
| 2011年（平成23年） | 3,595.6          | 1,316,000      | 228,000              | 1,088,000              | [ 使用狀況 12 ] |
| 2012年（平成24年） | 3,624.7          | 1,323,000      | 234,000              | 1,089,000              | [ 使用狀況 13 ] |
| 2013年（平成25年） | 3,641.1          | 1,329,000      | 235,000              | 1,094,000              | [ 使用狀況 14 ] |
| 2014年（平成26年） | 3,712.3          | 1,355,000      | 252,000              | 1,103,000              | [ 使用狀況 15 ] |
| 2015年（平成27年） | 3,647.5          | 1,335,000      | 260,000              | 1,075,000              | [ 使用狀況 16 ] |
| 2016年（平成28年） | 3,627.4          | 1,324,000      | 263,000              | 1,061,000              | [ 使用狀況 17 ] |
| 2017年（平成29年） | 3,580.8          | 1,307,000      | 276,000              | 1,031,000              | [ 使用狀況 18 ] |

## 車站周邊
- JR西日本山陽本線 新井口站
- 廣島電鐵荒手車廠（日语：荒手車庫）
- 廣島Sunplaza（日语：広島サンプラザ）
- 廣島西警察署（日语：広島西警察署）
- 廣島市中小企會館（日语：広島市中小企業会館）
- 草津醫院
- 商工中心（日语：商工センター）
- 廣島中央批發市場（日语：広島中央卸売市場）
- 早稻田汽車學園
- 鈴峰團地（日语：鈴が峰住宅）
- Alpark（日语：アルパーク）（購物中心） - 從車站設有電動步道連接該處。
- 山田電機 Teccland Alpark前店
- COCO'S（日语：ココスジャパン） 井之口店（前Sunday's Sun井之口店）

## 相鄰車站
廣島電鐵
■宮島線
草津南（M24）－商工中心入口（M25）－井口（M26）

## 注腳

### 使用狀況
1. 1 2 3  《廣島市統計書》平成13年版
2. ↑  《廣島市統計書》平成14年版
3. ↑  《廣島市統計書》平成15年版
4. ↑  《廣島市統計書》平成16年版
5. ↑  《廣島市統計書》平成17年版
6. ↑  《廣島市統計書》平成18年版
7. ↑  《廣島市統計書》平成19年版
8. ↑  《廣島市統計書》平成20年版
9. ↑  《廣島市統計書》平成21年版
10. ↑  《廣島市統計書》平成22年版
11. ↑  《廣島市統計書》平成23年版
12. ↑  《廣島市統計書》平成24年版
13. ↑  《廣島市統計書》平成25年版
14. ↑  《廣島市統計書》平成26年版
15. ↑  《廣島市統計書》平成27年版
16. ↑  《廣島市統計書》平成28年版
17. ↑  《廣島市統計書》平成29年版
18. ↑  《廣島市統計書》平成30年版

## 外部連結
- 商工中心入口 | 電車情報：電停指南（页面存档备份，存于）（日語） - 廣島電鐵